# Gémiste Pléthon
Philosophe néoplatonicien, Georges Gémiste, dit Pléthon, en grec ancien Γεώργιος Γεμιστὸς Πλήθων (v. 1355 /1360 — 26 juin 1452), fut l'un des penseurs byzantins les plus originaux de son temps. Né entre 1355 et 1360, il fit d'abord ses études au sein de l'école platonicienne de Constantinople, puis en milieu cosmopolite à Andrinople, où enseignaient chrétiens, juifs et musulmans, avant de revenir enseigner à Constantinople, où ses cours sur Platon firent scandale et faillirent lui valoir d’être arrêté pour hérésie. Mais l'empereur Manuel II Paléologue, qui était son ami et son admirateur, préféra l’exiler à Mistra, devenu un important centre intellectuel dans le despotat de Morée. Pléthon y développa le concept d’une filiation entre les Byzantins et les Grecs de l'Antiquité et rédigea entre 1415 et 1418, à l'intention de l'empereur Manuel et de son fils le despote Théodore, un vaste plan de réformes politiques, économiques, sociales et militaires fondées sur les textes de Platon.
Membre de la délégation byzantine à titre de délégué laïc au concile de Florence (1437-1439) alors qu'il était déjà octogénaire, il donna dans cette ville de nombreuses conférences qui firent revivre la pensée platonicienne en Europe de l’Ouest. Durant ce séjour, il rencontra Cosme de Médicis, qui fonda une nouvelle Académie platonicienne ; cette école entreprit, sous la direction de Marsile Ficin, la traduction des œuvres complètes de Platon, les Ennéades de Plotin et divers autres ouvrages néo-platoniciens.
De retour à Mistra, où il devait mourir le 26 juin 1452, il fut nommé au Sénat et devint magistrat de la ville. Il passa ses dernières années à enseigner, à écrire et à poursuivre la lutte qui l'opposait à Gennade II Scholarios, patriarche de Constantinople et défenseur d’Aristote.

## Biographie

### Les premières années
Pléthon naquit probablement entre 1355 et 1360 à Constantinople. Encore jeune, il fit ses études chez Elisha (Elissaios), un Juif hellénisant, qui l'a peut-être initié à des doctrines comme la Kabbale, ainsi qu'à la doctrine de Zoroastre et au polythéisme à « la cour des barbares ». Certains auteurs identifient cette cour avec Bursa, mais il est plus probable qu’il s’agisse d’Andrinople devenue, depuis sa conquête par le sultan Mourad Ier vers 1365, non seulement la capitale de l’émirat, mais aussi un centre de savoir à l’égal du Caire et de Bagdad. C’est là qu’il étudia Aristote, Zoroastre et la philosophie cabalistique hébraïque.
Aux environs de 1407, Gémiste fit un long voyage avant de s’établir à Constantinople pour y enseigner. Toutefois ses études de plusieurs années en milieu cosmopolite et ses cours jugés hautement subversifs par la hiérarchie orthodoxe faillirent le faire emprisonner pour hérésie. En 1410, l’empereur Manuel II Paléologue, qui admirait Gémiste et était son ami, préféra l’exiler à Mistra dans le despotat de Morée, où régnait son fils, le despote Théodore II. Fondée par Guillaume de Villehardouin en 1249 et perchée sur un éperon rocheux du mont Taygète surplombant la plaine de Sparte, Mistra était devenue au XVe siècle beaucoup plus qu’une capitale provinciale. Centre artistique, intellectuel et religieux, la ville pouvait se comparer à ce que Constantinople avait été au siècle précédent. Jean VI Cantacuzène y avait fait de nombreux séjours avant d’y mourir. Des écrivains et philosophes s’y étaient regroupés ; des architectes avaient construit de nombreuses églises de styles et de techniques complètement nouveaux, ce qui n’avait pas manqué d’attirer de nombreux artistes qui produisirent à leur intention mosaïques et icônes.

### Professeur à Mistra

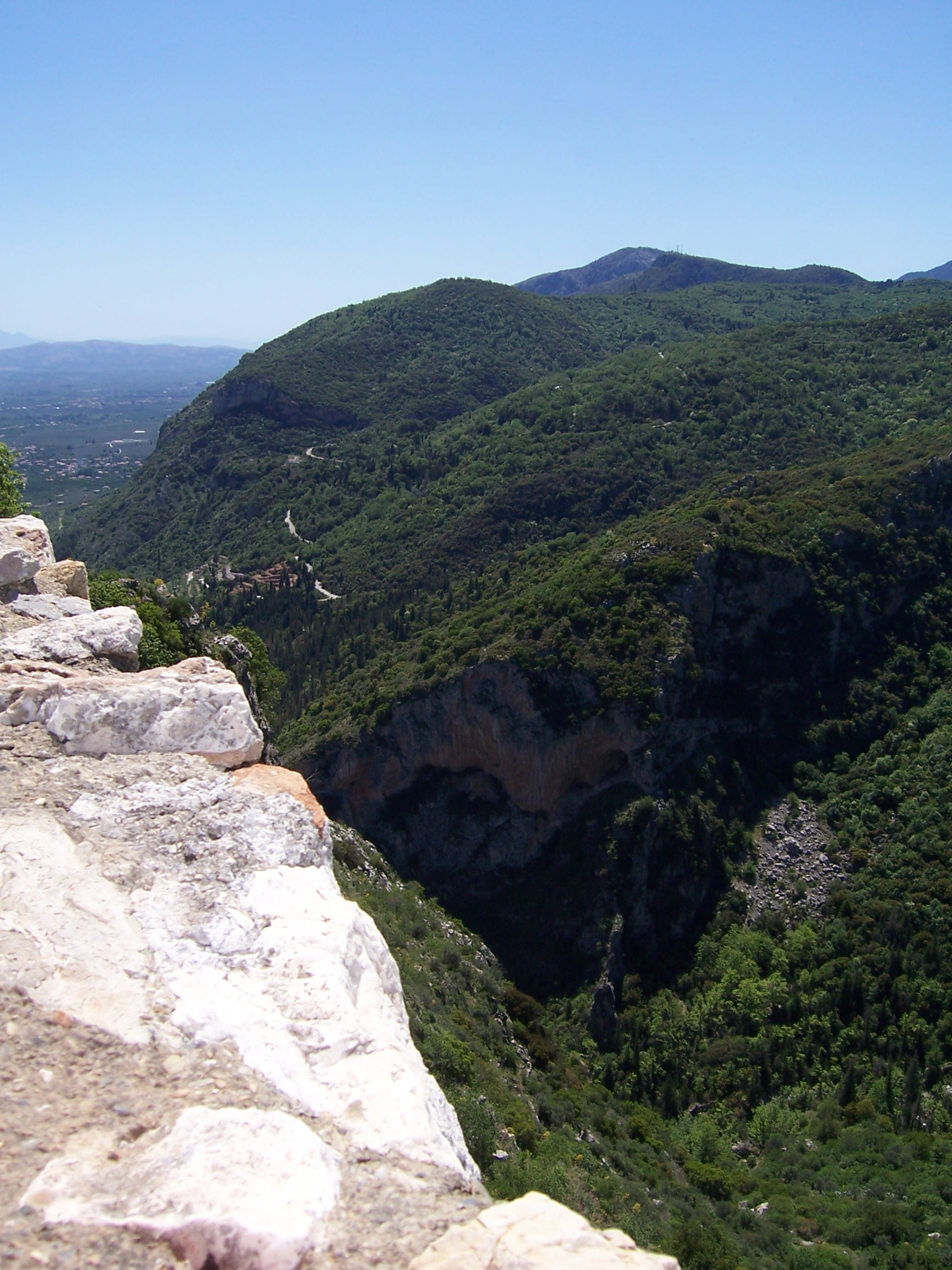
Massif et gorges du Taygète depuis les remparts de la citadelle de Mistra.

Gémiste, qui considérait Constantinople moins comme la seconde Rome que comme l'héritière de la culture et de la civilisation grecque ou hellène, fut ravi de cette proposition qui lui permettait d’habiter non seulement au cœur du Péloponnèse, mais encore près de l’ancienne Sparte, dont la discipline rigide était tout à fait conforme aux idées platoniciennes hostiles à la démocratie athénienne.
À Mistra, il enseigna la philosophie, l’astronomie, l’histoire et la géographie tout en écrivant sur ces sujets et en compilant des résumés de nombreux auteurs classiques. Il eut parmi ses élèves Marc Eugenikos — plus connu sous le nom de Marc d'Éphèse —, qui devait être le chef de file des antiunionistes au concile de Florence, Basilius Bessarion, futur évêque métropolitain de Nicée, et Georges Scholarios, qui, sous le nom de Gennade II, devait devenir le premier patriarche de Constantinople après sa chute aux mains des Ottomans. Lorsque Théodore II fit de lui le premier magistrat de la cité, Pléthon affecta de jouer à la cour du despote le rôle que Platon avait joué à celle de Syracuse.
C’est là qu’il développa le concept d’une filiation entre les Byzantins et les Grecs de l’Antiquité. Depuis quelques années déjà, le terme d’Hellène avait perdu la connotation péjorative qui l’avait longtemps lié au monde païen antique. Alors que l’Empire romain d’Orient se réduisait de plus en plus à Constantinople et à ses territoires du Péloponnèse, cet héritage grec prenait une nouvelle signification. Mistra, située au cœur de la Grèce et près du site de l’ancienne Sparte, permettait d’espérer la possible résurrection de l’hellénisme antique :

« Il n’est de pays (écrit Pléthon) qui soit plus intimement associé aux Grecs que le Péloponnèse… C’est un pays que la même race grecque a toujours habité, aussi loin que la mémoire puisse remonter. Aucun autre peuple ne s’y était établi auparavant, aucun autre venu de l’extérieur ne l’a habité par la suite […] Au contraire, les Grecs l’ont toujours occupé comme le leur, et même si, pour cause de surpeuplement, ils ont émigré et occupé d’autres territoires d’un grand intérêt, ils ne l’ont jamais abandonné. »

Ses idées sur le concept de Dieu chez Platon et Aristote, qu’il résuma dans le De Differentiis, devaient lui donner maille à partir avec l’Église. Scholarios, son ancien élève, prit position en faveur d’Aristote et se plaignit que la défense des théories de Platon par Gémiste équivalait à une hérésie. Manuel II Paléologue, qui était à la fois ami et défenseur de Pléthon, choisit de l’exiler à Mistra, ce qui commença à le rendre célèbre. De 1415 à 1418, Gémiste écrivit à l’intention de Théodore et de Manuel II une série de textes proposant de vastes réformes politiques, économiques, sociales et militaires modelées sur La République de Platon. Si cet ample projet de réformes passablement utopique ne lui valut que les remerciements polis du despote et de l’empereur, il lui conféra la réputation de grand penseur juridique qui avait réussi à mémoriser plusieurs codes de lois.
Auteur de nombreux autres ouvrages sur l’histoire du Péloponnèse, de résumés d’auteurs anciens, de livres sur la musique et la géographie, Pléthon joua à Mistra au XVe siècle, un rôle identique à celui de Théodore Métochitès à Constantinople au siècle précédent.

### Conférencier à Florence
En 1425, Jean VIII Paléologue succéda à son père Manuel II. Il consulta Gémiste sur le dossier de la réconciliation des Églises grecque et latine en vue du concile qui devait se tenir à Ferrare. D'après Donald MacGillivray Nicol, Gémiste était plutôt favorable à l’union des Églises, comme l’empereur, moins pour des motifs théologiques (il s’était déjà passablement éloigné du christianisme) que par conviction que Constantinople avait un besoin urgent de l’aide des Occidentaux pour survivre. Mais selon Louis Bréhier, Pléthon se déclara opposé à l'union des Églises de crainte que l'Union et la Croisade ne précipitent l'hellénisme dans la servitude.
Depuis 1204 et les débuts de l’empire latin, les érudits byzantins avaient noué de nombreux contacts avec leurs collègues d’Occident ; ces liens se renforcèrent lorsque Byzance commença à solliciter l’aide de l’Ouest pour l’aider à combattre les Ottomans au XIVe siècle. Les Occidentaux possédaient une certaine connaissance des anciens philosophes grecs — essentiellement Aristote — à travers les Pères de l'Église et surtout grâce à quelques traducteurs du grec en latin (Henri Aristippe, Jacques de Venise, Burgundio de Pise, Guillaume de Moerbeke etc.) et aux penseurs arabes traduits en latin, mais plusieurs documents et leurs commentaires restaient inconnus. Le concile de Ferrare, bientôt connu sous le nom de concile de Florence à la suite d'une épidémie qui le força à se déplacer, devait être l’occasion pour eux de découvrir l’étendue de la philosophie grecque antique grâce aux savants grecs enseignant en Italie.

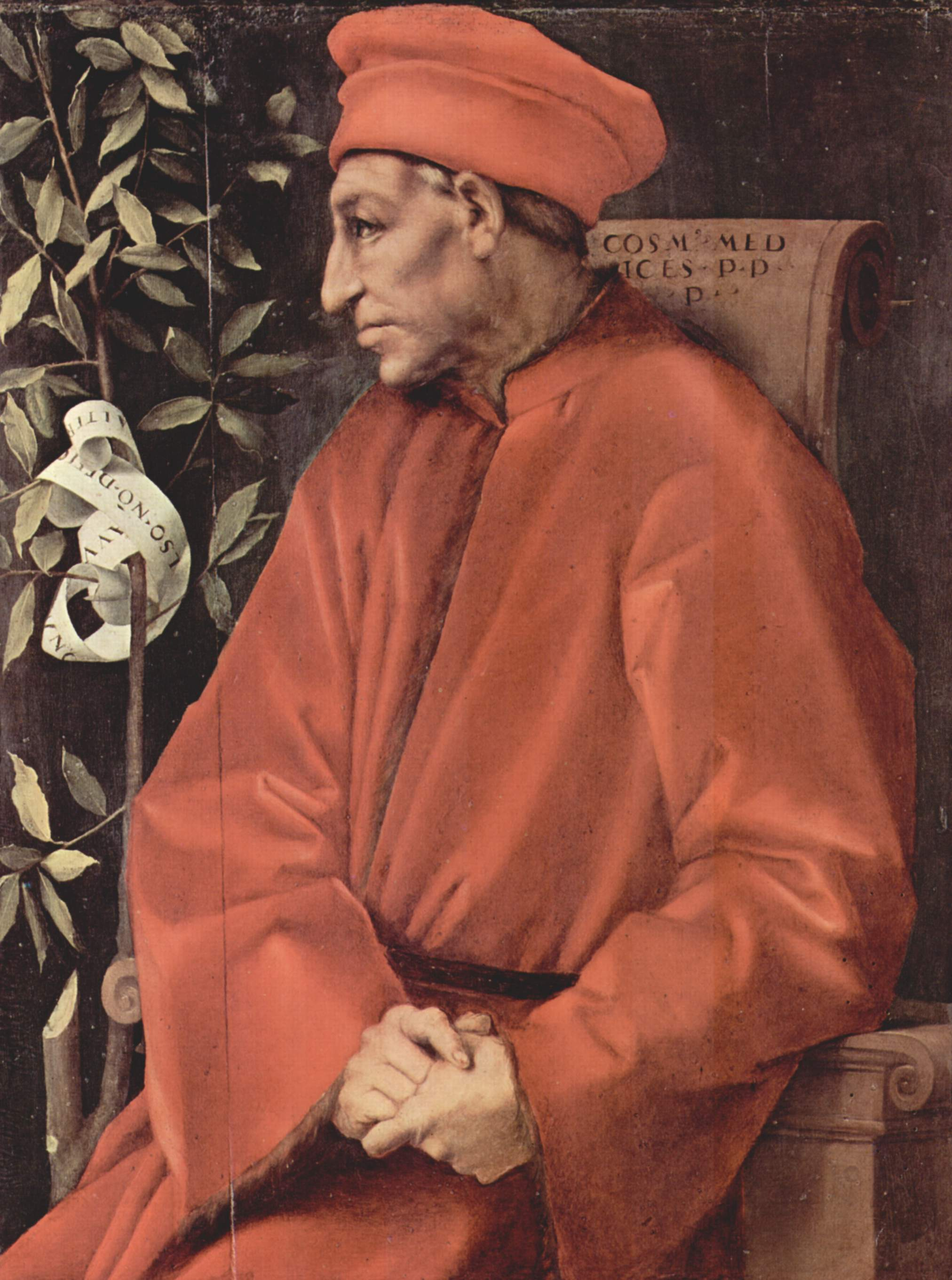
Portrait de Cosme l'Ancien de Médicis par Pontormo.

La délégation byzantine à ce concile comprenait non seulement l’empereur et les patriarches de Constantinople, d’Alexandrie, d’Antioche et de Jérusalem, mais également des clercs et des laïcs. C’était la première fois qu’un patriarche accompagnait l’empereur dans un voyage à Rome. Mais Joseph II, de santé fragile et d’un naturel conciliant, était peu qualifié pour faire valoir les positions de l’Église orthodoxe dans un débat théologique. Certains de ses délégués, comme Bessarion, récemment devenu évêque de Nicée, étaient conscients de l’intérêt suscité par la pensée grecque antique en Occident et, admirateurs de l’Italie, inclinaient eux-mêmes à l'union des deux Églises. À l’opposé, Marc Eugénikos, un moine fait métropolite d’Éphèse, était convaincu des erreurs de l’Église d’Occident. L’empereur, qui conduisait la délégation laïque, avait décidé Gémiste à l’accompagner en raison de sa réputation d’intellectuel et de moraliste. Bien que ses vues fussent déjà bien loin de celles défendues par les deux parties chrétiennes, Pléthon était lui aussi, malgré son âge (il avait quatre-vingts ans), fort curieux de découvrir l’Italie. Parmi les laïcs se trouvait également Georges Scholarios, invité en raison de sa parfaite maîtrise du latin. Partisan de la philosophie de Thomas d’Aquin, il admirait également Grégoire Palamas et la doctrine orthodoxe de l’hésychasme. La délégation byzantine dans son ensemble était donc loin d'être unanime sur les positions à défendre dans les débats.
Pléthon se lassa rapidement des arides débats théologiques, d’autant plus que n’étant pas clerc, il était dispensé d'une assiduité parfaite au concile. À l’invitation de quelques humanistes florentins, il commença à donner des conférences sur la différence entre les philosophies de Platon et d’Aristote. Peu d’écrits de Platon étaient connus en Occident à cette époque ; Pléthon réintroduisit ainsi la philosophie platonicienne dans un monde où, depuis le Moyen Âge, dominait celle d’Aristote. C’est à Florence qu’il fit la connaissance de Léonardo Bruni, l’un des premiers traducteurs de Platon, ainsi que de Cosme de Médicis, qui venait souvent l’écouter. Fasciné par la comparaison entre Aristote et Platon, de même que par ce que Pléthon enseignait sur les mages, Cosme de Médicis décida de fonder l’Académie platonicienne de Florence, où les étudiants italiens de Pléthon continuèrent à enseigner après le départ de celui-ci. L’humaniste florentin Marsile Ficin qui devait devenir le premier directeur de l’Académie platonicienne, alla jusqu’à parler de lui comme d’un « second Platon » alors que le cardinal Bessarion se demandait si l’âme de Platon ne s’était pas incarnée en lui. L’influence de Pléthon aura ainsi été plus grande en Occident, où s’amorçait la Renaissance, que dans l'empire byzantin lui-même.
C’est alors qu’il était encore à Florence que Gémiste résuma ses conférences dans l’ouvrage En quoi Aristote se différentie-t-il de Platon, connu sous le nom de De Differentiis, auquel Georges Scholarios répondit par À la défense d’Aristote, ce qui suscita le En réponse de Pléthon. C’est là également qu’il adopta le pseudonyme de Pléthon (Πλήθων, participe présent signifiant « qui est plein, abondant », est, en grec ancien, synonyme de l'adjectif verbal γεμιστός / gémistos, et se rapproche phoniquement du nom Platon).

### Les dernières années

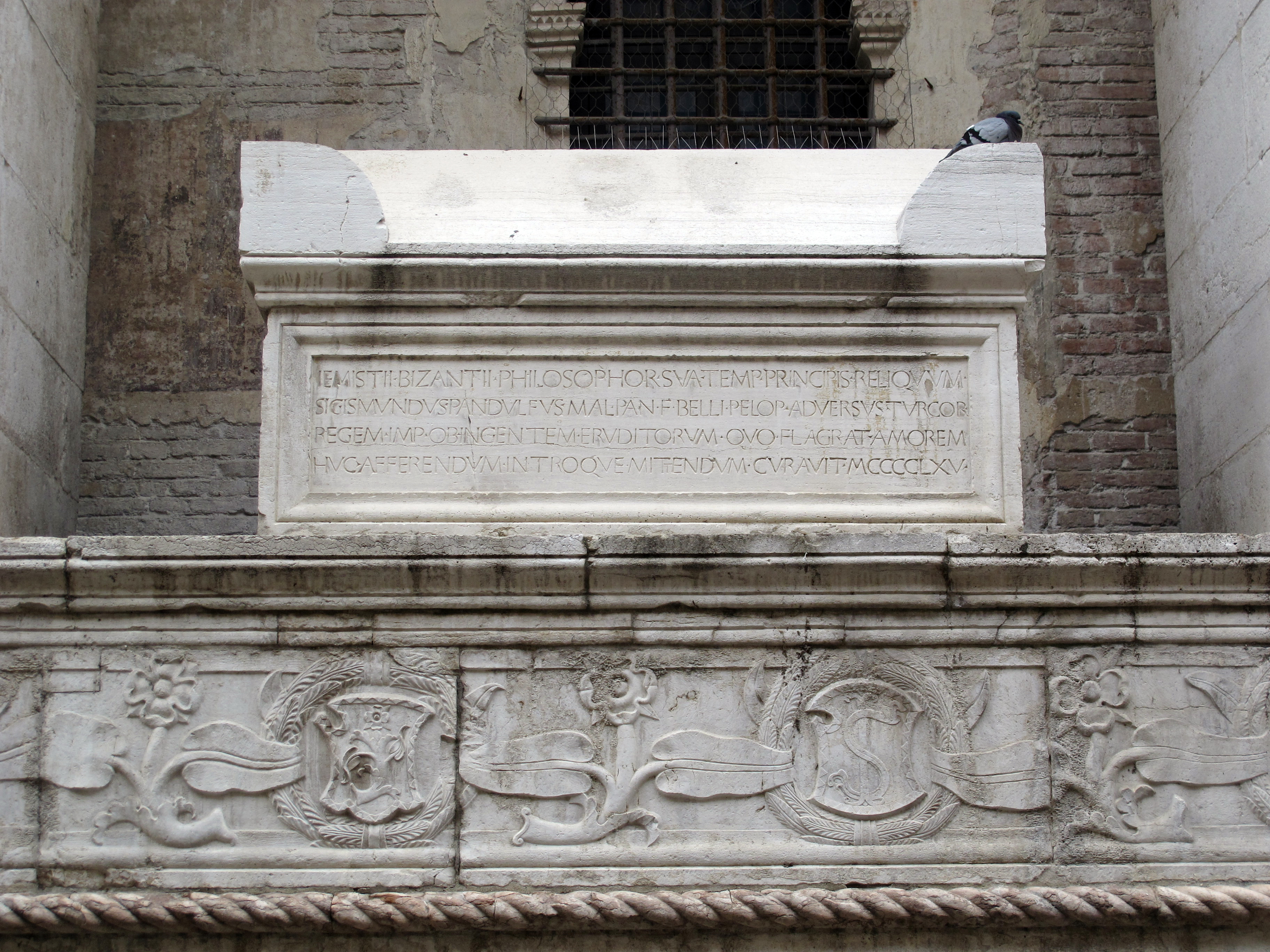
Tombeau de Gémiste Pléthon au Tempio Malatestiano de Rimini.

De retour dans le Péloponnèse, Gémiste fut nommé membre du Sénat et magistrat de Mistra. Mais il continua de se considérer d'abord et avant tout comme le philosophe attitré de la cour et, tout comme l’avait fait Platon à Syracuse, de se promener avec ses disciples le long de l’agora développant à la fois ses idées de réformes politiques et la controverse religieuse qui l’opposa jusqu’à la fin à Scholarios.
Pléthon mourut à Mistra, vraisemblablement en 1452, peut-être deux ans plus tard. En 1465, lorsque Sigismondo Pandolfo Malatesta, à la fois condottiere et érudit, entra à Mistra à la tête de l’armée vénitienne, il fit retirer le cercueil de Pléthon de l’humble sépulture où il reposait pour le ramener dans sa ville de Rimini, où il fit construire, dans la cathédrale de Saint-François, une tombe splendide sur laquelle il fit graver : « Au plus grand philosophe de son temps ».

## Pensée

### Son œuvre politique
Voyant dans les habitants du Péloponnèse les descendants directs des anciens Hellènes, Pléthon rejetait l’idée acceptée depuis Justinien d’un empire universel et proposait plutôt de rebâtir la civilisation hellène telle qu’elle avait été au zénith de l’influence exercée par la Grèce dans sa région. Dans ses deux Adresse au despote Théodore (II Paléologue) et Adresse à Manuel (II), datant de 1415 et de 1418, il recommandait avec insistance à l’empereur et au despote de faire de la Morée une société dotée de trois classes sociales rigides (les travailleurs manuels, les fonctionnaires et une classe de gouvernants incluant les militaires). Les soldats devaient être professionnels et nés en Grèce. Leurs services seraient rémunérés par les contribuables ou hilotes qui, en retour, seraient exempts du service militaire. La terre devait appartenir à l’État qui recevrait un tiers de la production. On encouragerait le développement des terres non encore cultivées. Le commerce devait être strictement contrôlé et l’usage du numéraire réduit au minimum. Au contraire, on encouragerait le troc et on limiterait les importations. La mutilation devait être abolie mais les homosexuels, en tant que déviants, devaient être envoyés au bûcher. Les réformes politiques et sociales préconisées par Pléthon se sont révélées aussi utopiques par leur caractère que par le moment critique où se trouvait Byzance ; ni l’empereur, ni le despote ne tentèrent de mettre en œuvre ce programme de gouvernement.
Ces deux mémoires parlent peu de religion, mais on peut y lire le dédain de Pléthon à l’endroit des moines « qui ne produisent rien d’utile pour la société ». Trois principes religieux y sont implicites : la croyance en un ou plusieurs dieux, l’intérêt de cette (ces) divinité(s) pour ses créatures et son indifférence aux sacrifices et aux louanges.

### Son œuvre philosophique

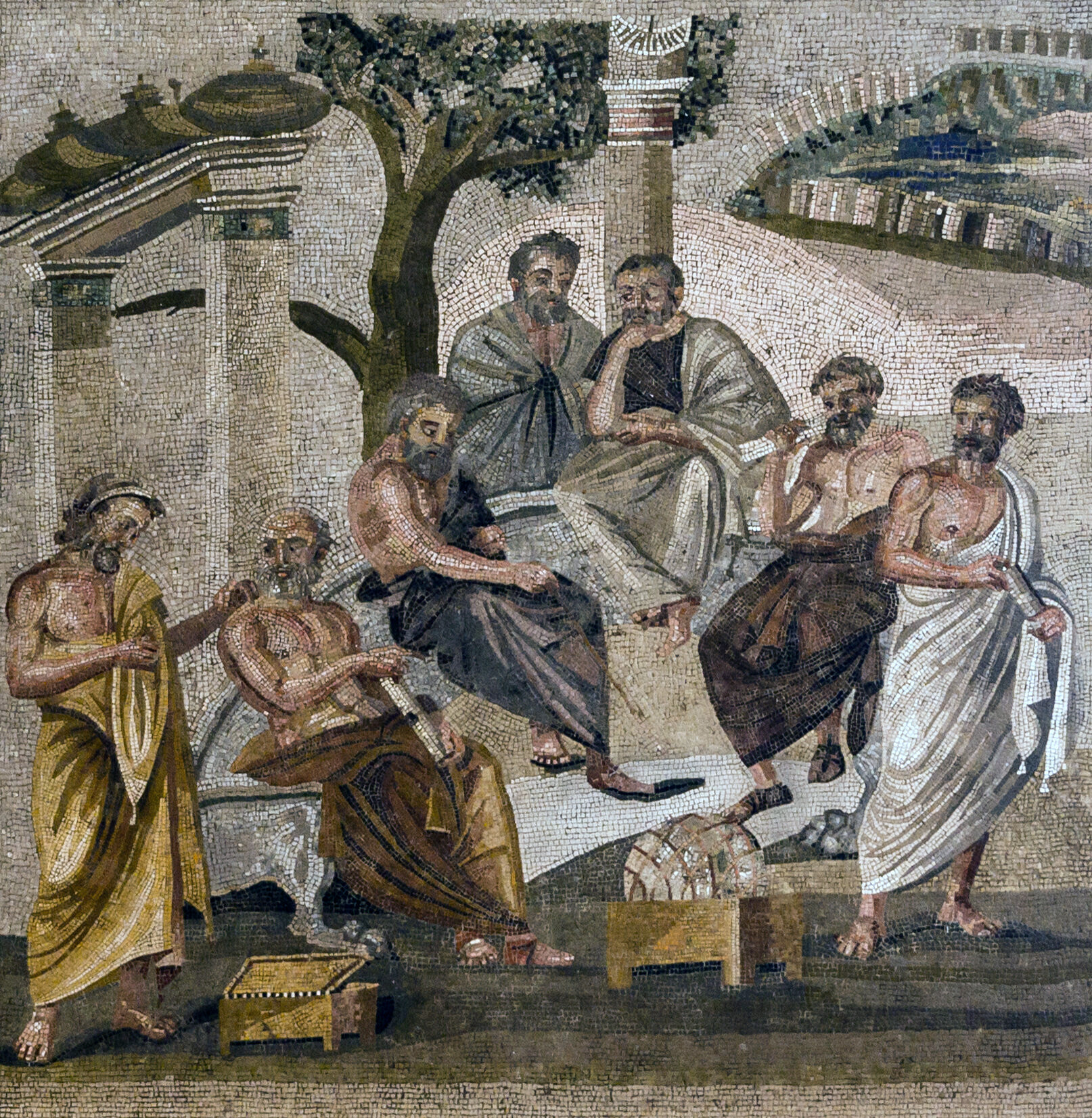
Platon (qui a inspiré la pensée de Pléthon) enseignant à ses disciples. Mosaïque romaine découverte à Pompéi.

À la lumière de ses commentaires sur Théophraste, ses théories et propos ne sont pas considérés ou très peu estimés à cause de son manque de rigueur. Dans le De Differentiis ou En quoi Aristote se différencie de Platon, Pléthon compare les concepts de « dieu » chez Aristote et Platon, soutenant que chez Platon, Dieu possède la caractéristique d'un démiurge en tant que « créateur de toute substance intelligible et séparée et dès lors, de l’univers tout entier », alors qu’Aristote ne le considère que comme la force motrice de l’univers. Le dieu de Platon est également le principe et la cause finale de l’existence, alors que chez Aristote il n’est que la fin du mouvement et du changement. Pléthon raille Aristote au motif que celui-ci discute de sujets triviaux comme les coquillages et les embryons, mais néglige d’attribuer à Dieu la création de l’univers. Il tourne également en dérision la prétention à l’effet que les cieux seraient composés d’un cinquième élément et que la contemplation constituerait le plaisir suprême de l'homme, ce qui ferait de lui un épicurien semblable aux moines qui recherchent le plaisir et se complaisent dans l’oisiveté. Par la suite, en réponse à l’ouvrage de Gennade II intitulé À la défense d’Aristote, Pléthon dans une Réplique soutint que le dieu de Platon ressemblait plus à celui de la doctrine chrétienne que le dieu d'Aristote.
Dans ses dernières années, Pléthon fit une compilation de ses croyances ésotériques dans un recueil intitulé Le Traité des lois, dont le titre est emprunté à Platon (en grec Νόμων συγγραφή, ou simplement Νόμοι), et qui ne fut découvert qu’après sa mort. Ce fut la princesse Théodora, épouse du despote Démétrios de Morée, qui en prit possession et, ne sachant que faire de ce manuscrit, l'envoya à Georges Scholarios, entre-temps élu patriarche de Constantinople sous le nom de Gennadios II. Voyant à quel point cet écrit était en désaccord avec la doctrine traditionnelle orthodoxe, celui-ci le retourna à la princesse en conseillant de le détruire. Après l’invasion de la Morée par le sultan Mehmed II, Théodora et Démétrios s’enfuirent à Constantinople et le livre fut renvoyé à nouveau au patriarche, Théodora ne voulant prendre sur elle de détruire la seule copie existante de l’œuvre d’un auteur aussi renommé que Pléthon. Gennadios n’eut pas de tels scrupules et fit brûler le livre en 1460, non sans avoir au préalable résumé son contenu et ses têtes de chapitres dans une lettre envoyée à l’exarque Joseph, pour justifier sa sentence.
Si on se fie à cette lettre, de même qu’au résumé que Pléthon en fit sous le titre de Résumé des doctrines de Zoroastre et de Platon qui nous sont tous deux parvenus grâce à son disciple Bessarion, le livre offrait un exposé dogmatique plus théologique que philosophique. Pour assurer le bonheur de l’homme, Pléthon propose un ensemble de réformes politiques, sociales, morales et religieuses, déterminées par la place qu’occupe l’homme dans l’univers. Cet univers est régi par un déterminisme rigoureux auquel obéissent aussi bien les dieux que les hommes. Les êtres divins, intelligences pures, habitent au ciel, les hommes, êtres composés d’un corps et d’une âme, habitent en bas du ciel.
Le plus grand des dieux est Zeus, sans commencement ni fin, dont la pensée a créé l’univers. Tout procède donc de la volonté de Zeus, et tout est régi par la fatalité inexorable (en grec εἱμαρμένη, Heimarmèné). Fils aîné  de Cronos  mais qui n’eut pas de mère, Poséidon, qui a créé les cieux, régit tout ce qui se passe sous eux, maintenant ainsi l’ordre dans l’univers. Parmi les autres fils de Zeus, on trouve un cortège de dieux « super célestes », appelés Olympiens et Tartaréens, aucun n’ayant été enfanté par une femme. Héra, la troisième dignité de ce panthéon, vient immédiatement après Poséidon. Elle est la créatrice de la matière indestructible et la mère par Zeus d’une série de dieux, de demi-dieux et d’esprits. Les Olympiens gouvernent la vie immortelle dans les cieux alors que les Tartaréens régissent la vie des mortels situés sous les cieux grâce à leur chef, Kronos, maître de la mortalité. L’aîné des dieux vivant dans les cieux est Hélios, maître des cieux et source de toute vie mortelle sur la terre. Les dieux sont responsables de ce qui se fait de bon et ne peuvent rien faire de mal. Ils guident toute vie en fonction de l’ordre universel. La création de l’univers est ainsi parfaite et se situe hors du temps, de telle sorte qu’elle est immortelle, n’ayant jamais eu de commencement et ne devant jamais avoir de fin.
Suivent les génies, les démons, les âmes sans corps et enfin les hommes, composés d’un corps et d’une âme immortelle à l’image des dieux à qui ils doivent s’efforcer de ressembler. Cette âme est appelée à se réincarner pour l’éternité dans différents corps selon la volonté des dieux. L’homme doit rendre un culte à ces dieux. La liturgie préconisée par Pléthon se rapproche de celle de  Zoroastre alors que les fêtes et le calendrier liturgique sont inspirés de la Grèce antique. Familier de la philosophie de Michel Psellos et de Proclus, Pléthon prônait ainsi dans le Traité des Lois un néo-paganisme utopique qui lui donnait l'illusion de renouer avec l'Antiquité.
Dans ce même livre, Pléthon proposait de modifier radicalement la structure et la philosophie de l’empire byzantin pour les ajuster aux théories platoniciennes. La nouvelle religion d’État aurait pour destinataire le panthéon des dieux païens et se fonderait sur les principes de l’humanisme qui incorporait des idées comme le rationalisme et la logique. C’est ainsi qu’il en vint à appuyer la réconciliation des Églises d’Orient et d’Occident à seule fin d’obtenir des secours contre les Ottomans. De façon plus concrète, il proposait des mesures comme la réhabilitation immédiate de l’ Hexamilion, ce mur de défense qui coupait l’isthme de Corinthe et que les Ottomans avaient réussi à pénétrer en 1423.
Au chapitre des théories économiques et sociales, il prônait la création de communautés régies par une monarchie bienveillante, le collectivisme des terres, la division des sexes et des classes sociales. Dans un tel système, les cultivateurs conserveraient le tiers de leurs récoltes, un autre tiers devant servir à nourrir les militaires professionnels.

### Ses autres œuvres
De nombreux manuscrits attribués à Pléthon sont parvenus jusqu’à nous et se trouvent dans diverses bibliothèques européennes. Ceux-ci contiennent des extraits des œuvres de Lucien de Samosate, Appien, Strabon, Théophraste, Aristote, Diodore de Sicile, Xénophon et Denys d’Halicarnasse. Pléthon composa des œuvres de philosophie, théologie, musique, rhétorique, grammaire, histoire, des traités de géographie et des oraisons funèbres. Son Histoire de la Grèce après la bataille de Mantinée, a pour sources Diodore et Plutarque. Parmi ses autres œuvres on retiendra : Mémoire pour Théodore, De Isthmo ; Mémoire pour Manuel, Oracles magiques des mages disciples de Zoroastre et Commentaire sur ces Oracles ; Prolegomena artis rhetoricae ; Oraison funèbre pour Cléopa ; Oraison funèbre pour Hélène ; Zoroastri et Platonicorum dogmatum compendium ; Du destin (Περὶ εἱμαρμένης) ; Des vertus (Περὶ ἀρετῶν) ; Traité des lois ; En quoi Aristote est en désaccord avec Platon, Réplique à Scholarios (Περὶ ὧν Ἀριστοτέλης πρὸς Πλάτωνα διαφέρεται). La plupart des œuvres de Pléthon figurent dans le volume 160 de la Patrologia Graeca de Jacques-Paul Migne (Paris, 1866). Pour une liste complète, on consultera la Bibliotheca Graeca de J.A. Fabricius, tome XII (éd. G.C. Harless, 1809, p. 85-90).